# Macrocera ephemeraeformis
Macrocera ephemeraeformis är en tvåvingeart som beskrevs av Alexander 1924. Macrocera ephemeraeformis ingår i släktet Macrocera och familjen platthornsmyggor. Inga underarter finns listade i Catalogue of Life.